# Німецький шпіц великий

 Німецький шпіц великий (англ. German Spitz great) — порода  або як його ще називають гроссшпіц - виняткової доброти пес, який буквально створений для того, що приносити радість своєму хазяїну. Ці дивовижні собаки неймовірно віддані і вірні друзі, чудові компаньйони для усієї родини. Ці собаки здатні уживатися з іншими домашніми тваринами, навіть з птахами і кішками. Вони дуже ласкаві по відношенню до дітей. Крім того вони дуже привабливі зовні. Їх незвичайна мордочка нікого не залишить байдужим. А добродушність і м'який характер притягне увагу навіть найстриманіших по відношенню до тварин людей. Якщо Ви мрієте про те, щоб поряд з Вами знаходився пес, який у будь-який час підніме Вам настрій, змусить Вас посміхнутися навіть в найпохмуріший день, справить незабутнє враження на усіх Ваших друзів, родичів і знайомих, подарує Вам незабутні яскраві моменти в житті, і назавжди залишить слід у Вашому серці, - гроссшпіц - це саме той собака, який вам потрібен!

## Історія
По назві ми можемо здогадатися, що батьківщиною цих чудових собак є Німеччина. Хоча поширені і надзвичайно популярні вони і в Голландії, і в Австрії, і у Великій Британії. Великі німецькі шпіци - північні собаки. На жаль, сьогодні досить складно визначити їх походження. Проте припускають, що в жилах шпіців тече кров древніх собак, що були привезені на територію сучасної Німеччини і Голландії вікінгами. Сьогодні гроссшпіців частіше придбавають як сімейних компаньйонів, адже ці собаки веселі, добрі, енергійні, ласкаві і надзвичайно красиві. Хоча на батьківщині їх досі використовують в роботі як пастуших. У 1899 році в Німеччині був заснований клуб любителів шпіців, а в 1906 році був прийнятий єдиний стандарт для шпіців усіх розмірів, в якому уточнювалися параметри і забарвлення кожного з них.

## Опис
Великий німецький шпіц - собака середнього розміру, квадратного формату. Голова у нього клиноподібної форми, середнього розміру, нагадує лисячу. Перехід від лоба до морди плавний. Вуха високо поставлені, близько розташовані один до одного, невеликого розміру із загостреними кінцями, трикутної форми. Очі середнього розміру, овальної форми, темного кольору з темним підведенням. Шия трохи зігнута, середньої довжини; шерсть навколо шиї утворює пишний комір. Спина пряма і коротка. Грудна клітка дуже добре розвинена, вона глибока і широка. Кінцівки прямі, паралельні один одному, з розвиненою мускулатурою. Хвіст високо посаджений, загнутий в кільце над спиною, покритий густою і пухнастою шерстю. Шерсть у шпіца довга, пряма з коротким і дуже густим і щільним підкошлатому. На голові, вухах і передніх частинах кінцівок шерсть коротка. Забарвлення може бути чорного, білого і коричневого кольорів.

## Характер
Великі німецькі шпіци упевнені в собі, сміливі, незалежні, і в той же час настільки люблять свого хазяїна, що можуть ображатися, якщо раптом він дозволить комусь приділяти більше часу. Ці собаки хороші вартуючи. Вони завжди на чеку і украй недовірливі до сторонніх. Особливо, коли ті знаходяться на їх території. Хоча при цьому, вони завжди відчувають, коли людина добре до них ставиться, а коли погано, коли треба бути насторожі, а коли можна трохи розслабитися. Німецькі шпіци дуже доброзичливі до дітей, вони готові з ними грати і пустувати цілу добу. Ці невеликі за розміром собачки надзвичайно відважні, вони у будь-який момент готові встати на захист хазяїна, у них добре розвинений захисний інстинкт. При цьому у них воістину добре серце, яке вони раз і назавжди віддають людям, що піклуються про них.

## Догляд
Великий німецький шпіц може мешкати і в квартирних умовах і у дворі приватного будинку. Завдяки своїй шерсті німецький шпіц може тривалий час перебувати на свіжому повітрі навіть в люті морози. Шерсть цих собак довга, пухнаста з щільним і густим підкошлатому, - вона вимагає ретельного догляду. Кілька разів на тиждень шерсть шпіца треба розчісувати м'якою щіткою. Під час линьки це варто робити набагато частіше. Окрім щітки також використовуйте пуходерку. Часто мити німецьких шпіців украй не бажано. Ці собаки дуже охайні, їх шерсть сама очищається. Крім того, вона практично не має характерного собачого запаху. Якщо часто мити шпіців шерсть втрачає здатність очищатися, і стає гірше.

## Здоров'я, хвороби
У великих німецьких шпіців чудове здоров'я. У них немає серйозних спадкових захворювань. Проте, вони як і усі інші собаки потребують хорошого догляду і турботи. Для того, щоб у шпіців був міцний імунітет, щоб вони були здоровими і активними, треба уважно стежити за їх живленням і способом життя. Їм потрібні регулярні тривалі прогулянки і активні ігри. Також не перегодовуйте шпіца, собаки цієї породи схильні до ожиріння. Не забувайте вчасно прищеплювати свого вихованця і приводити його до ветеринара на планові огляди.

## Дресирування, тренування
Великі німецькі шпіци - дуже розумні і кмітливі собаки, вони легко навчаються і запам'ятовують команди, проте, не сприймають нудних одноманітних тренувань. Цих собачок треба зацікавити, вони не виконуватимуть монотонно одну і ту саму команду. Німецький шпіц повинен отримувати задоволення від процесу навчання. Представники цієї породи не завжди беззаперечно підкоряються своєму хазяїну, тому найголовніше під час дресирувань проявляти терпіння. Також не можна грубо поводитися зі шпіцом, інакше Ви втратите над ним контроль. Проявіть завзятість і наполегливість. Також не дозволяйте шпіцові маніпулювати Вами. Ці милі пухнасті собачки тонко відчувають емоції свого хазяїна, варто Вам проявити слабкість, як на поводку опинитесь Ви.